# Рикфрид
Рикфрид (Риксфрид) (нидерл. Ricfrid, Rixfrid; умер 5 октября около 820, Утрехт) — епископ Утрехта (804/806—около 820).

## Биография
Рикфрид происходил из знатной фризской семьи. В 804 или в 806 году, с согласия императора франков Карла Великого, он возглавил Утрехтскую епархию, став здесь преемником умершего епископа Хамакара. 18 марта 815 года в Ахене Рикфрид получил от императора Людовика I Благочестивого дарственную хартию, которой этот монарх подтвердил все ранее данные его предшественниками привилегии епархии и передал епископам Утрехта власть над богатым портом Дорестад, с правом взимания налогов в пользу епископства.
Епископу Рикфриду приписывается письмо, рассказывающее о чудесах, сотворённых реликвиями святого Людгера Мюнстерского.
Средневековые хроники сообщают, что епископ Рикфрид скончался от переживаний, связанных с разорением викингами принадлежавшей Утрехтской епархии Фризии. Он был похоронен в церкви Синт-Сальватор в Утрехте. Мартирологи называют днём смерти Рикфрида 5 октября, но год этого события точно не известен. Предполагается, что это произошло около 820 года. Преемником Рикфрида на кафедре Утрехта стал его воспитанник, святой Фредерик, которого тот сам определил в свои преемники за знания и благочестие.